# Episodi di American Playhouse (terza stagione)
La terza stagione della serie televisiva American Playhouse è stata trasmessa in anteprima negli Stati Uniti d'America tra il 17 gennaio 1984 e il 9 maggio 1984.
| nº | Titolo originale                           | Titolo italiano | Prima TV USA     | Prima TV Italia |
| -- | ------------------------------------------ | --------------- | ---------------- | --------------- |
| 1  | The Ghost Writer                           |                 | 17 gennaio 1984  |                 |
| 2  | Pudd'nhead Wilson                          |                 | 24 gennaio 1984  |                 |
| 3  | True West                                  |                 | 31 gennaio 1984  |                 |
| 4  | Nothing But a Man                          |                 | 7 febbraio 1984  |                 |
| 5  | Popular Neurotics                          |                 | 14 febbraio 1984 |                 |
| 6  | The Cafeteria                              |                 | 21 febbraio 1984 |                 |
| 7  | Refuge                                     |                 | 28 febbraio 1984 |                 |
| 8  | The Gin Game                               |                 | 6 marzo 1984     |                 |
| 9  | Haunted                                    |                 | 20 marzo 1984    |                 |
| 10 | The Killing Floor                          |                 | 10 aprile 1984   |                 |
| 11 | Heartland                                  |                 | 17 aprile 1984   |                 |
| 12 | City News                                  |                 | 24 aprile 1984   |                 |
| 13 | Hughie                                     |                 | 1º maggio 1984   |                 |
| 14 | Concealed Enemies, Part I: Suspicion       |                 | 7 maggio 1984    |                 |
| 15 | Concealed Enemies, Part II: Accusation     |                 | 7 maggio 1984    |                 |
| 16 | Concealed Enemies, Part III: Investigation |                 | 8 maggio 1984    |                 |
| 17 | Concealed Enemies, Part IV: Verdict        |                 | 9 maggio 1984    |                 |